# نیسان سرنا
نیسان سرنا (Nissan Serena) خودرویی است که در سال‌های ۱۹۹۶ تا ۲۰۰۲ تولید شده‌است.
این خودرو در کلاس ون قرار گرفته‌است.

## نگارخانه

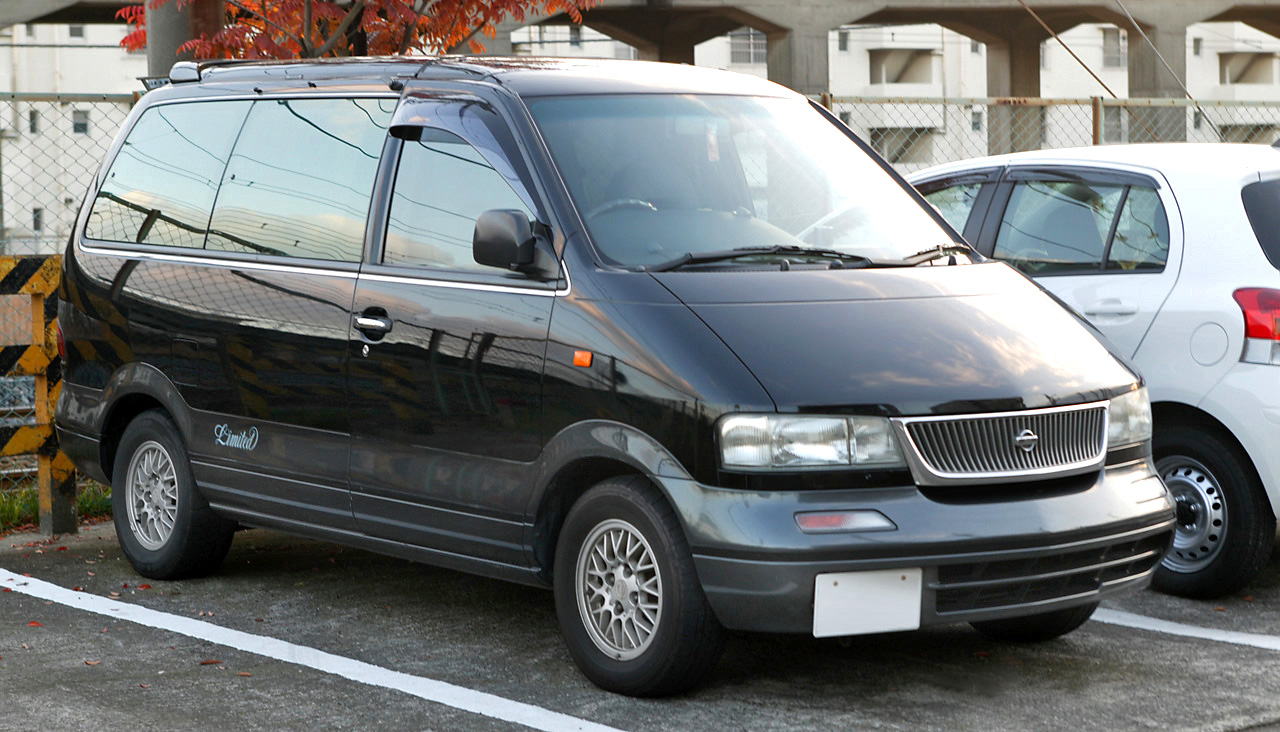
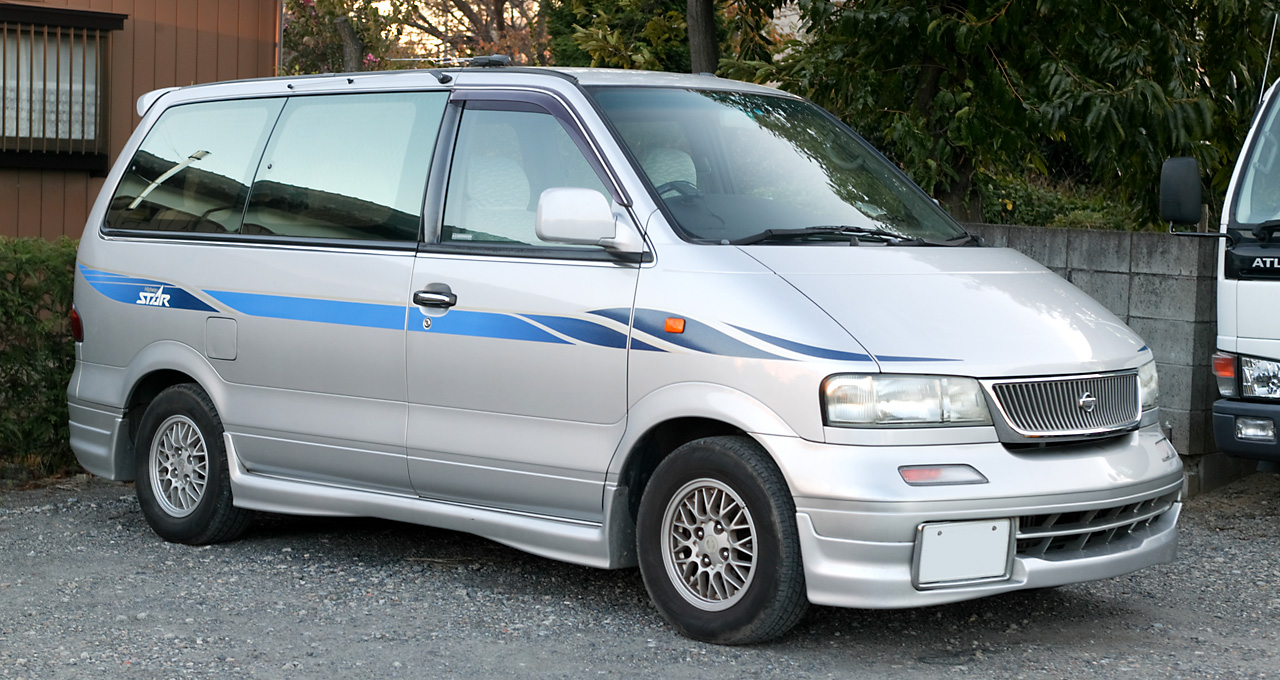
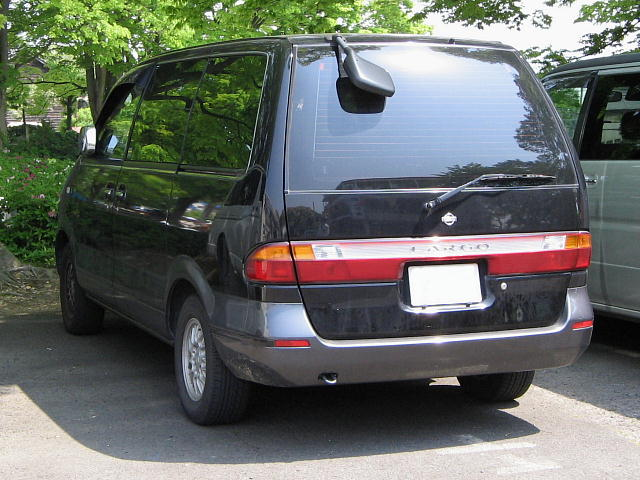